# Paruline de Cardona
Pour les articles homonymes, voir Cardona (homonymie).
Myioborus cardonai
Espèce
Répartition géographique
Statut de conservation UICN

 NT  : Quasi menacé
La Paruline de Cardona (Myioborus cardonai) est une espèce de passereaux de la famille des Parulidae.

## Distribution et habitat
La Paruline de Cardona est endémique du Venezuela. Son aire de distribution, minuscule, se limite à une forêt de nuage dans de l'État de Bolivar, entre 1 200 et 1 600 m d'altitude.

## Conservation
L'inaccessibilité du territoire occupé par cette paruline préserve celle-ci de l'impact des activités humaines.